# Al'šeevskij rajon
L'Al'šeevskij rajon (in russo Альшеевский район?) è un municipal'nyj rajon della Repubblica della Baschiria, nella Russia europea.